# Enchufe tripolar

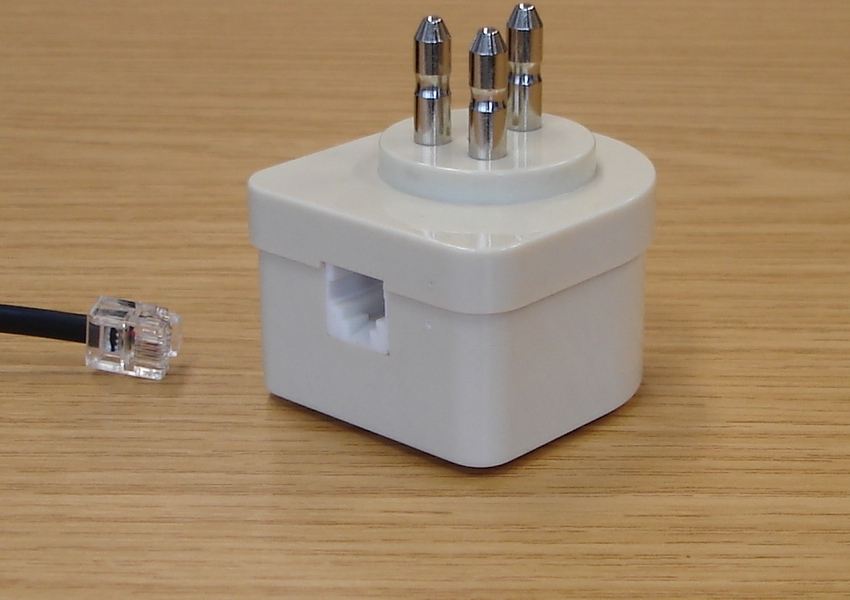
Un enchufe tripolar con adaptador RJ11.

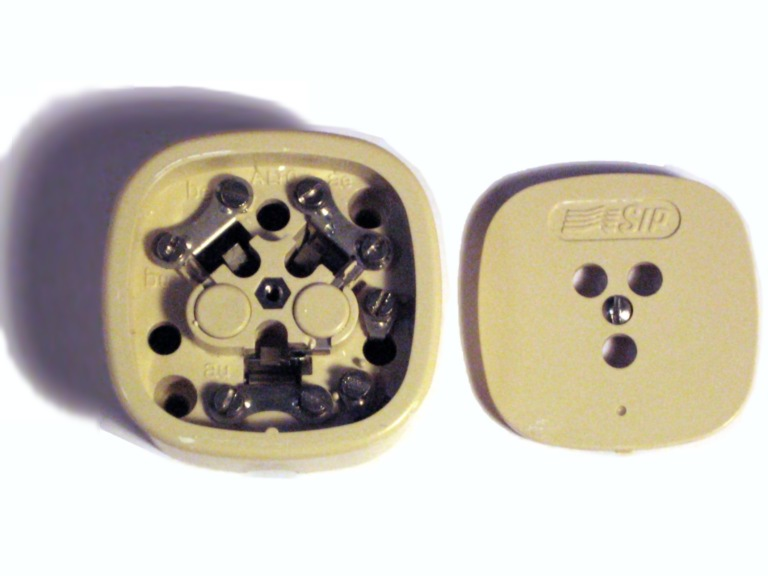
Enchufe tripolar desarmado.

El enchufe tripolar es el primer tipo de enchufe telefónico utilizado en Italia. También se ha utilizado en Finlandia, Noruega y Turquía en instalaciones más antiguas.

## Estructura
Utiliza tres pines: los dos de arriba se unen con el cable de par trenzado que traen la señal; el tercero, descentrado, se puede utilizar para realizar un bucle cuando existan más enchufes. En Finlandia, el tercer pin es masa, pero rara vez se conecta.
Cada enchufe cumple con los estándares italianos. Antiguamente cada uno de ellos los instalaba SIP, ahora TIM, y tenían su marca registrada. También existen enchufes sin marca. Desde 2007, TIM ya no instala enchufes tripolares en nuevos sistemas de cableado eléctrico.
En Finlandia también existe una variante de cinco pines, con una segunda línea. El enchufe de tres pines es compatible con el enchufe de cinco pines.

## Utilización
El enchufe tripolar fue sustituido por el estándar internacional RJ11, tanto porque está más difundido en los dispositivos de nueva tecnología como porque el enchufe tripolar no es compatible con la RDSI .